# Collegiata di Santa Gertrude
La collegiata di Santa Gertrude (in francese Collégiale Sainte-Gertrude) è l'edificio religioso principale della cittadina di Nivelles, nella regione della Vallonia, in Belgio.
Rappresenta un notevole esempio dell'architettura romanica del Paese.

## Storia

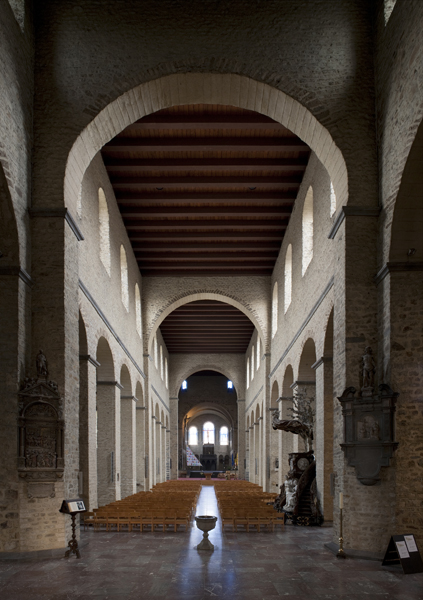
Veduta dell'interno.

Fu ricostruita dalla comunità religiosa fondata da santa Gertrude dopo un incendio che la distrusse nell'anno 1000. In precedenza l'edificio, intitolato a San Paolo, faceva parte dell'Abbazia di Nivelles (dapprima benedettina, poi collegiata di canonichesse nobili), e fu destinato a ospitare le sepolture. Nel 1046 Wazo, vescovo di Liegi, consacrò la nuova chiesa, dedicata a Gertrude, alla presenza dell'imperatore Enrico III.

## Descrizione

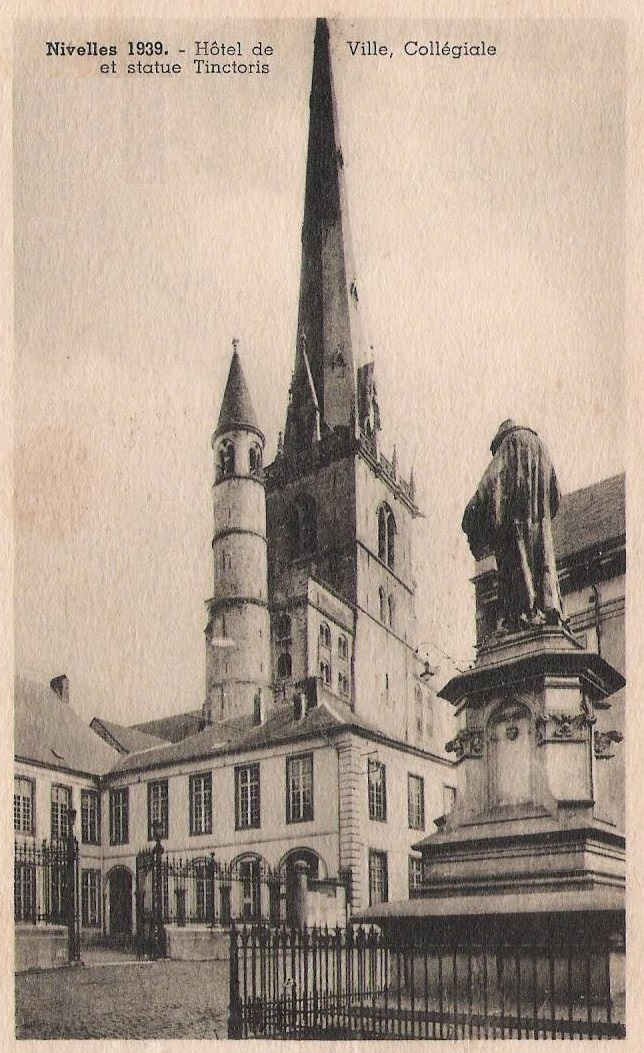
La torre tardogotica della collegiata come si presentava attorno al 1939, prima delle distruzioni avvenute durante la seconda guerra mondiale e della successiva ricostruzione in stile romanico ottoniano (cartolina postale).

L'edificio come si presenta oggi è frutto di un profondo restauro che lo ha riportato all'aspetto che doveva avere poco dopo il suo completamento.
Esso si sviluppa su una pianta basilicale a due cori, di ispirazione carolingia, alludente alle due sedi cristiane di Roma e Bisanzio. La costruzione è in stile romanico ottoniano, ed è considerata uno dei capolavori dell'arte mosana; le sue dimensioni complessive sono notevoli: la navata centrale misura 102 m da un coro all'altro, e più di 44 m il transetto orientale; il campanile è alto 50 m..
Il westwerk attuale e tre lati del chiostro adiacente alla chiesa sono stati ricostruiti dopo gli ingenti danni subiti nel corso di un bombardamento della seconda guerra mondiale nel maggio del 1940, grazie a un lungo lavoro terminato solo nel 1984.
L'edificio custodisce i resti di Santa Gertrude in un reliquiario anch'esso ricostruito nel 1978.

## Persone legate alla Collegiata di Santa Gertrude
- Johannes Tinctoris (1430 ca. –1511) teorico e compositore franco-fiammingo
- Marbriano de Orto (1460 ca. – 1529), compositore franco-fiammingo